# Легислатура Гавайев
Легислату́ра шта́та Гава́йи (англ. Hawaii State Legislature, гав. ‘Aha‘ōlelo kau kānāwai o ka Moku‘āina o Hawai‘i) — законодательное собрание штата Гавайи. Представляет собой двухпалатный парламент, состоящий из Сената и Палаты представителей. В общей сложности в легислатуру входят 76 человек, каждый из которых представляет одномандатные округа всех островов штата. Легислатура наделяется полномочиями в соответствии со статьёй III Конституции штата Гавайи.

## История
Первый законодательный орган на Гавайских островах — Легислатура Королевства Гавайи — был создан в соответствии с Конституцией Королевства Гавайи 1840 года. После свержения короля в 1894 году легислатура стала законодательным органом образованной Республики Гавайи, а затем и инкорпорированной США Территории Гавайи.
Действующая легислатура штата была образована в 1959 году, когда Территория Гавайи вошла в состав Соединённых штатов Америки.

## Организация
Легислатура Гавайев состоит из 2 палат. Для выборов в верхнюю палату — Сенат — штат подразделяется на 25 избирательных округов, от каждого из которых раз в четыре года выбирается по одному сенатору, а при выборах в нижнюю палату — Палату представителей — на 51 округ, каждый из которых раз в два года избирает своего представителя. Ни сенаторы, ни представители не имеют ограничений на количество сроков.
Члены обеих палат путём голосования выдвигают из своих рядов Председателя Сената и Спикера Палаты представителей. Как правило, эти должности занимают представители партии большинства.
В соответствии с Конституцией штата сенаторы и представители должны не менее трёх последних лет проживать на Гавайях и быть совершеннолетними.